# Hans Schabram
Hans Schabram (* 27. September 1928 in Berlin; † 23. August 2021) war ein deutscher Anglist, der sich auf anglistische Mediävistik spezialisiert hatte.
Schabram studierte Anglistik, Germanistik und Vergleichende Sprachwissenschaft in Berlin und Köln, wo er 1954 mit einer Studie über Die Adjektive im Sinnbezirk von „kühn, mutig, tapfer“ in der angelsächsischen Poesie zum Dr. phil. promoviert wurde. Auf die Habilitation 1964 in Gießen folgte im selben Jahr ein Ruf als Ordinarius an die dortige Universität. 1968 wechselte Schabram als ordentlicher Professor für Englische Sprache und Literatur des Mittelalters an die Georg-August-Universität Göttingen, wo er bis zu seiner Emeritierung tätig war.
Schabram forschte über den altenglischen Wortschatz sowie dialektale und zeitliche Verbreitung des Wortguts und veröffentlichte dazu zahlreiche Aufsätze in Fachzeitschriften. Ab 1971 war er zudem ordentliches Mitglied der Akademie der Wissenschaften zu Göttingen.

## Schriften
- Die Adjektive im Sinnbezirk von „kühn, mutig, tapfer“ in der angelsächsischen Poesie. Unter weitgehender Berücksichtigung der Prosa. Ein Beitrag zur ags. Wortbedeutungslehre. Köln 1954, (Köln, Universität, Dissertation, vom 19. Oktober 1954, maschinenschriftlich).
- Superbia. Studien zum altenglischen Wortschatz. Teil 1: Die dialektale und zeitliche Verbreitung des Wortguts. W. Fink, München 1965, (Zugleich: Gießen, Universität, Habilitations-Schrift, 1964).

## Festschrift
- Klaus R. Grinda, Claus-Dieter Wetzel (Hrsg.): Anglo-Saxonica. Beiträge zur Vor- und Frühgeschichte der englischen Sprache und zur altenglischen Literatur. Festschrift für Hans Schabram zum 65. Geburtstag. Wilhelm Fink, München 1993, ISBN 3-7705-2900-6.